# Pennsbury Village
Pennsbury Village és una població dels Estats Units a l'estat de Pennsilvània. Segons el cens del 2000 tenia 738 habitants.

## Demografia
Segons el cens del 2000, Pennsbury Village tenia 738 habitants, 491 habitatges, i 152 famílies. La densitat de població era de 4.749,1 habitants/km².
Dels 491 habitatges en un 11% hi vivien nens de menys de 18 anys, en un 21,2% hi vivien parelles casades, en un 8,4% dones solteres, i en un 69% no eren unitats familiars. En el 61,9% dels habitatges hi vivien persones soles el 5,1% de les quals corresponia a persones de 65 anys o més que vivien soles. El nombre mitjà de persones vivint en cada habitatge era d'1,5 i el nombre mitjà de persones que vivien en cada família era de 2,32.
Per edats la població es repartia de la següent manera: un 9,5% tenia menys de 18 anys, un 5% entre 18 i 24, un 50,4% entre 25 i 44, un 28,7% de 45 a 60 i un 6,4% 65 anys o més.
L'edat mediana era de 37 anys. Per cada 100 dones de 18 o més anys hi havia 64,1 homes.
La renda mediana per habitatge era de 46.579 $ i la renda mediana per família de 55.125 $. Els homes tenien una renda mediana de 42.222 $ mentre que les dones 36.528 $. La renda per capita de la població era de 33.339 $. Entorn del 3,8% de les famílies i el 3,4% de la població estaven per davall del llindar de pobresa.

## Poblacions més properes
El següent diagrama mostra les poblacions més properes.